# کیکه گارسیا
کیکه گارسیا (انگلیسی: Kike García؛ زادهٔ ۲۵ نوامبر ۱۹۸۹) بازیکن فوتبال اهل اسپانیا است که در پست مهاجم بازی می‌کند.
وی همچنین در تیم ملی فوتبال زیر ۲۰ سال اسپانیا بازی کرده‌است.